# Rusce (Vranje)
Pour les articles homonymes, voir Rusce.
Rusce (en serbe cyrillique : Русце) est un village de Serbie situé sur le territoire de la Ville de Vranje, district de Pčinja. Au recensement de 2011, il comptait 79 habitants.

## Démographie
| 1948 | 1953 | 1961 | 1971 | 1981 | 1991 | 2002 | 2011 |
| ---- | ---- | ---- | ---- | ---- | ---- | ---- | ---- |
| 168  | 177  | 165  | 131  | 124  | 83   | 73   | 79   |

|  |